# Cystofilobasidiales
Cystofilobasidiales es un orden de hongos de la clase Tremellomycetes. Son levaduras basidiomicetosas teleomórficas con holobasidia y teliosporas. El género tipo es  Cystofilobasidium.
El orden contiene una familia (Cystofilobasidiaceae), 9 géneros y 20 especies. 

## Lista de géneros
Contiene los siguientes géneros:
- Cystofilobasidium
- Guehomyces
- Itersonilia
- Mrakia
- Phaffia
- Tausonia
- Udeniomyces
- Xanthophyllomyces